# ادانه
ادانه (به لاتین: Adané) در گابن است که در moyen-ogooué province واقع شده‌است.